# Agostinho Leitão de Almeida
Agostinho Leitão de Almeida (Pernambuco, c. 1786 — Desterro, 17 de dezembro de 1868) foi um político brasileiro.

## Vida
Filho do professor português Francisco Leitão de Almeida e de Maria Felícia dos Santos. Casou com Josefa Martins de Macedo, consórcio do qual nasceram, dentre outros, José Leitão de Almeida e Francisco Leitão de Almeida.

## Carreira
Foi um dos membros da junta governativa provisória do Rio Grande do Norte, em 1822. Foi eleito pelo Rio Grande do Norte para a primeira Assembleia Constituinte, dissolvida em 1823. Entrou na lista tríplice para Senador, mas não foi escolhido em 1826.
Foi eleito deputado geral à Assembleia Geral Legislativa, na condição de único representante da Província do Rio Grande do Norte para a 1ª legislatura (1826 — 1829).
Além de ser Eleitor em Natal/RN, era também Contador da Junta da Fazenda - seguindo carreira fiscal. Após sofrer tentativa de assassinato, foi transferido para Sergipe e Santa Catarina. Nesta última Província, além de ter retomado a carreira política, também atuou como Procurador Fiscal da Província da Fazenda, 1º Suplente de Juiz Municipal e de Órfãos do Desterro, Delegado de Polícia e Administrador do Mercado Público, Diretor Interino do Censo Provincial e Inspetor da Tesouraria da Província.
Foi deputado à Assembleia Legislativa Provincial de Santa Catarina na 3ª legislatura (1840 — 1841), como suplente convocado, na 7ª legislatura (1848 — 1849), na 9ª legislatura (1852 — 1853), como suplente convocado, na 10ª legislatura (1854 — 1855), como suplente convocado, na 11ª legislatura (1856 — 1857), e na 14ª legislatura (1862 — 1863).
Foi condecorado com o hábito da Ordem Nacional do Cruzeiro do Sul e da Imperial Ordem de Nosso Senhor Jesus Cristo, e comendador da Imperial Ordem da Rosa.